# Mr. Peabody und die Meerjungfrau
Mr. Peabody und die Meerjungfrau (Originaltitel: Mr. Peabody and the Mermaid) ist ein US-amerikanischer romantischer Fantasyfilm von Irving Pichel aus dem Jahr 1948 mit William Powell und Ann Blyth in den Titelrollen. Der Film basiert auf dem Roman Peabody’s Mermaid von Guy und Constance Jones aus dem Jahr 1945.

## Handlung
Ein Großteil der Geschichte wird in einer Rückblende gezeigt, wie Arthur Peabody einem skeptischen Arzt die Ursache seines Unwohlseins erklärt.
Es hatte alles damit begonnen, dass er nach einem schweren Grippeanfall mit seiner Frau Polly in den fiktiven karibischen Ferienort in St. Hilda gefahren war. Dort hört er Gesang von einer felsigen Insel vor der Küste und segelt mit seinem Boot, um die Ursache herauszufinden und zu untersuchen und ein wenig zu angeln, zu dem Felsen. Zu seiner Verlegenheit lockt er jedoch eine schöne Meerjungfrau an Land, die von ihm Lenore genannt wird. Obwohl sie nicht reden kann, ist sie verspielt, kindlich und mehr als ein bisschen verführerisch, so dass er ihr bald das Küssen beigebracht hat. Er versteckt sie im tiefen Fischreich des Resorts.
Es kommt jedoch zur Verwirrung, als Peabodys Frau Polly, die sich selbst zu dem höflichen Engländer Mike Fitzgerald hingezogen fühlt, ihren Mann der Untreue verdächtigt. Die Dinge werden noch komplizierter, als Polly ohne ihren Mann nach Hause stürmt und die Polizei anruft, da sie ihn des Mordes verdächtigt. Ein Suchtrupp verfolgt Peabody bis zur Insel, wo Lenore ihn beinahe ertränkt, als sie versucht, ihn unter Wasser zu verstecken.
Zurück zuhause in Boston, wo es gerade schneit, wird Peabody überredet, Dr. Harvey zu konsultieren und seine Geschichte zu erzählen. Am Ende scheint Peabody vom Arzt davon überzeugt zu sein, dass er Halluzinationen hatte, während er sich kurz vor seinem 50. Geburtstag in einer Midlife-Crisis befand. Als Beweis für die Realität seines Abenteuers bleibt nur Lenores Kamm übrig, den er seiner Frau als Heimkehrgeschenk übergibt.

## Kritiken
Der Filmdienst urteilte: „Eine burleske Komödie, die angenehm unterhält, auch wenn sie ihr amüsantes Thema nicht sonderlich geistreich entwickelt.“